# Nik Schröter

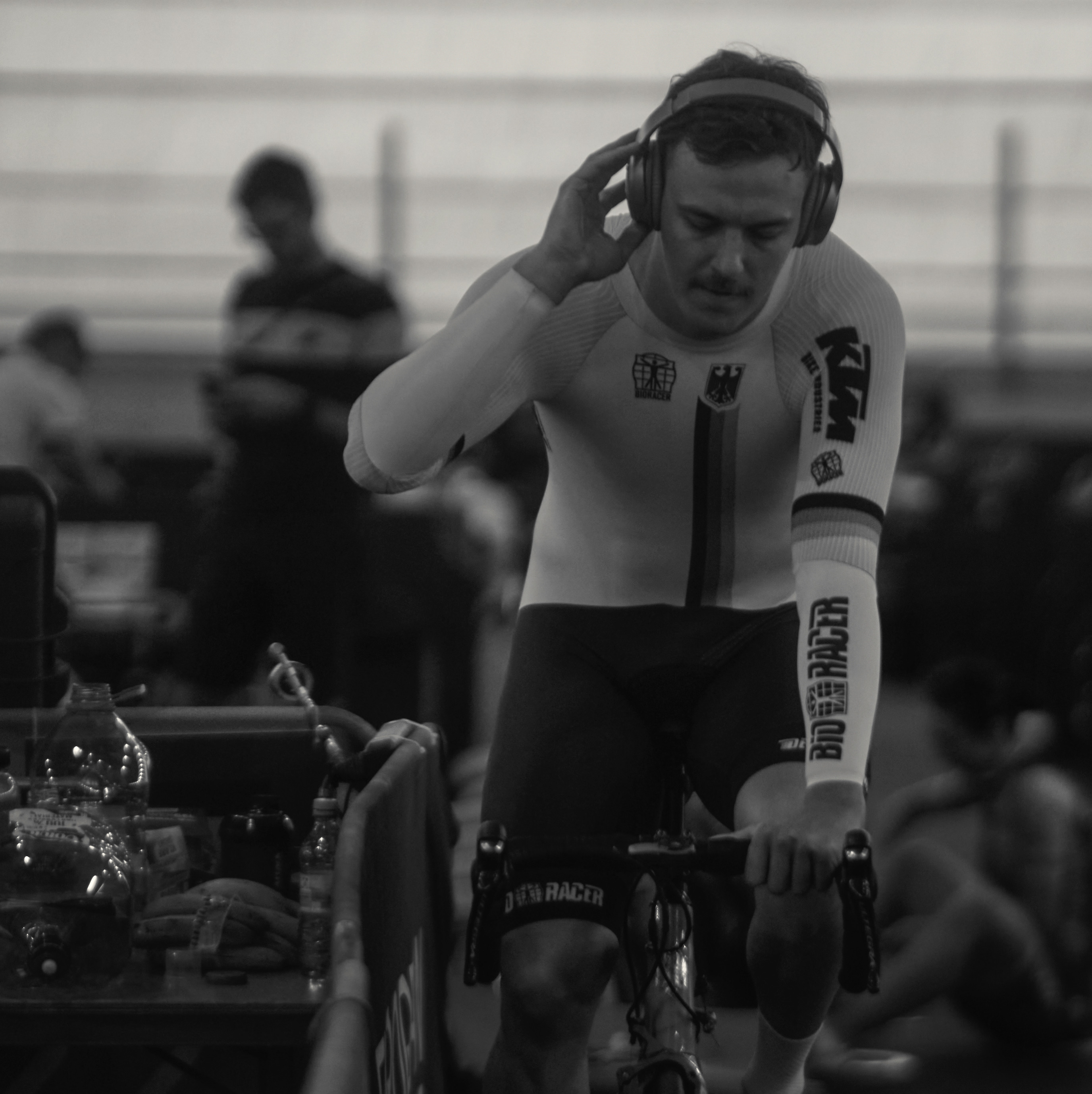
Schröter während der EM 2022 in München

Nik Schröter  (* 12. Juni 1998 in Finsterwalde) ist ein deutscher Bahnradsportler, der auf Kurzzeitdisziplinen spezialisiert ist.

## Sportliche Laufbahn
Nik Schröter begann mit dem Radsport im Alter von acht Jahren im Verein seines Heimatortes RSV Finsterwalde. 2007 gewann er in der U11 sein erstes Straßenrennen. 2011 wechselte er zum RSC Cottbus und verlegte seinen Schwerpunkt auf die Kurzzeitdisziplinen auf der Bahn.
2014 wurde Schröter zweifacher deutscher Vize-Meister der Jugend im Sprint sowie im 500-Meter-Zeitfahren, im Jahr danach wurde er mit Alexander Franz und Moritz Meißner deutscher Junioren-Meister im Teamsprint und errang Bronze im Sprint. 2016 holte er gemeinsam mit Carl Hinze und Felix Zschocke bei den Junioren-Bahnweltmeisterschaften die Bronzemedaille im Teamsprint und wurde auf nationaler Ebene deutscher Junioren-Meister über die 1000 Meter.
Ab 2018 startete er in der Elite und wurde mit Maximilian Levy und Maximilian Dörnbach deutscher Meister im Teamsprint. 2019 wurde er für die Teilnahme an den Bahnweltmeisterschaften im polnische  Pruszków Ende Februar/Anfang März nominiert, jedoch wenige Tage vor Beginn der WM von Nationaltrainer Detlef Uibel ohne Angabe von Gründen aus dem Aufgebot wieder gestrichen.

## Erfolge
2015
- Deutscher Junioren-Meister – Teamsprint (mit Alexander Franz und Moritz Meißner)

2016
- Junioren-Weltmeisterschaft – Teamsprint (mit Carl Hinze und Felix Zschocke)
- Deutscher Junioren-Meister – 1000-Meter-Zeitfahren

2018
- Europameisterschaft (U23) – Teamsprint (mit Marc Jurczyk und Carl Hinze)
- Deutscher Meister – Teamsprint (mit Maximilian Dörnbach und Maximilian Levy)

2019
- Deutscher Meister – Teamsprint (mit Maximilian Dörnbach, Maximilian Levy und Marc Jurczyk)

2020
- U23-Europameisterschaft – Teamsprint (mit Anton Höhne und Julien Jäger)

2021
- Weltmeisterschaft – Teamsprint (mit Joachim Eilers, Stefan Bötticher und Marc Jurczyk)

2022
- Deutscher Meister – Teamsprint (mit Maximilian Dörnbach und Anton Höhne)

2023
- Deutscher Meister – Teamsprint (mit Maximilian Dörnbach und Anton Höhne)

2024
- Deutscher Meister – Teamsprint (mit Danny-Luca Werner und Pete  Flemming)

## Teams
- 2017 Track Team Brandenburg
- 2018 Team Erdgas.2012
- 2019 Team Erdgas.2012
- 2020 Team TheedProjekt-Cycling

## Privates
Sein älterer Bruder Dennis Schröter (* 1982) ist mehrfacher deutscher Meister im Endurosport.